# Calanthe triplicata
Calanthe triplicata är en orkidéart som först beskrevs av Willemet, och fick sitt nu gällande namn av Oakes Ames. Calanthe triplicata ingår i släktet Calanthe och familjen orkidéer.

## Underarter
Arten delas in i följande underarter:
- C. t. gracillima
- C. t. triplicata

## Bildgalleri

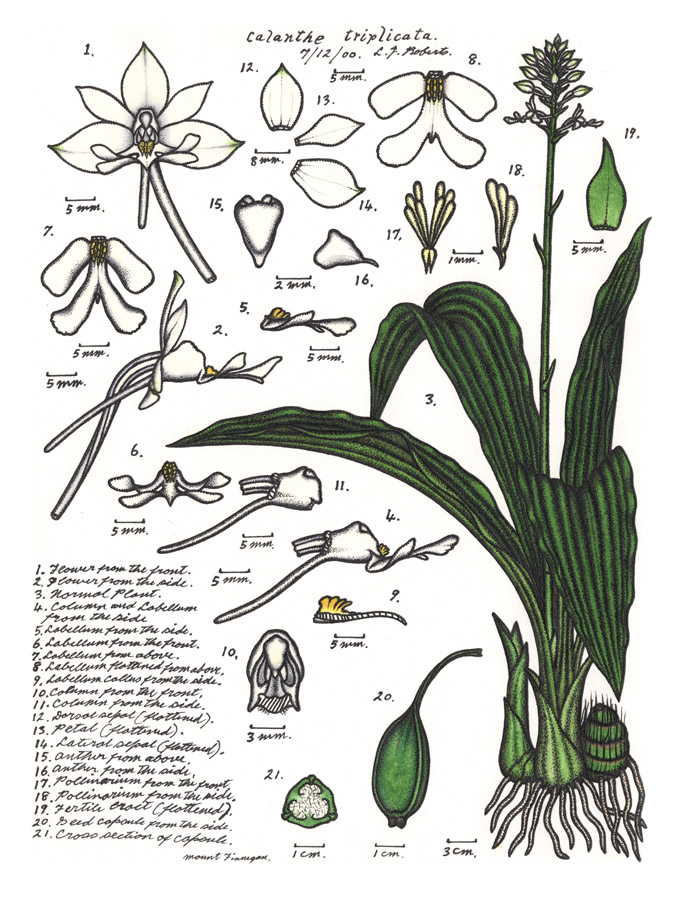
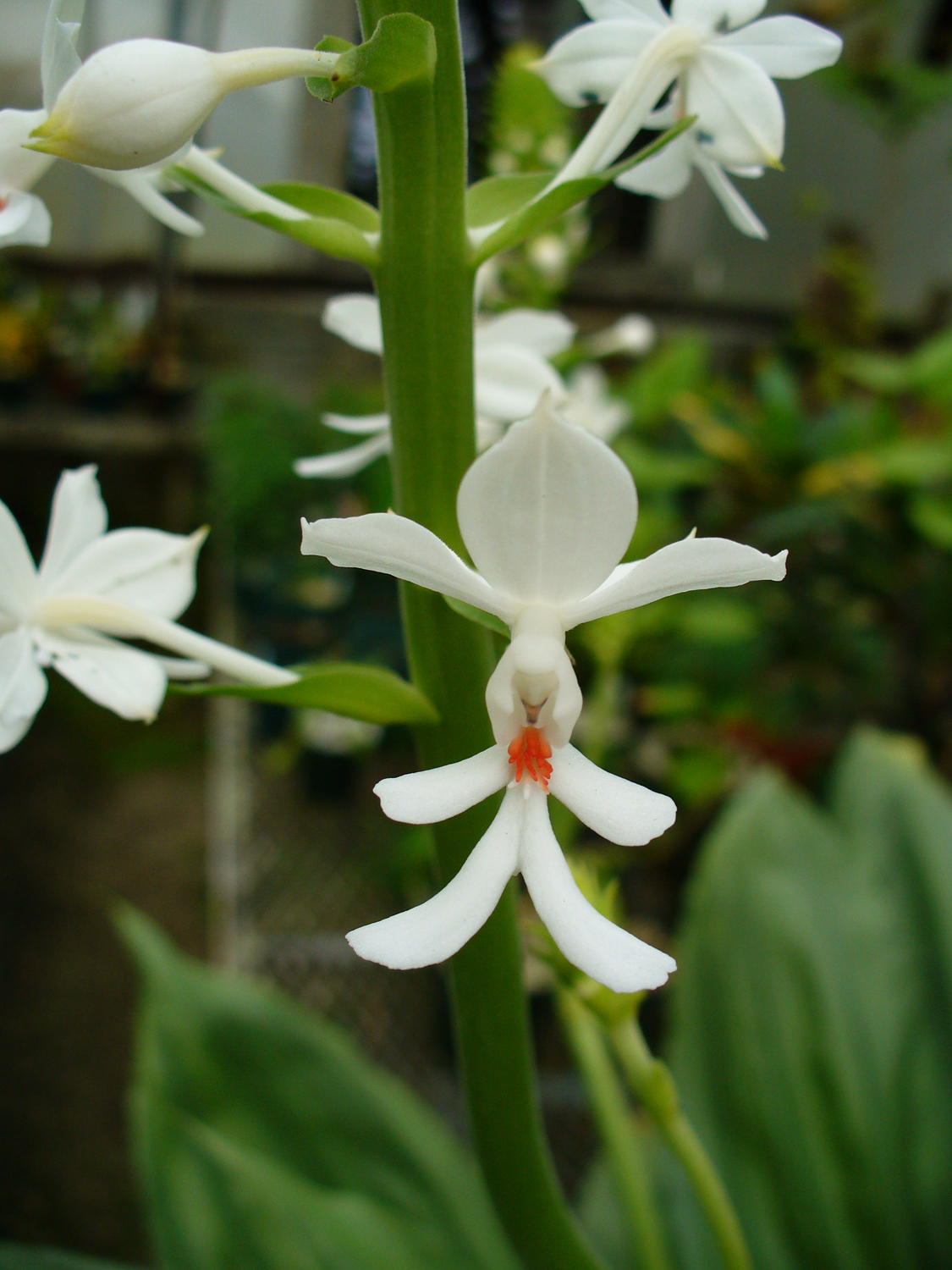
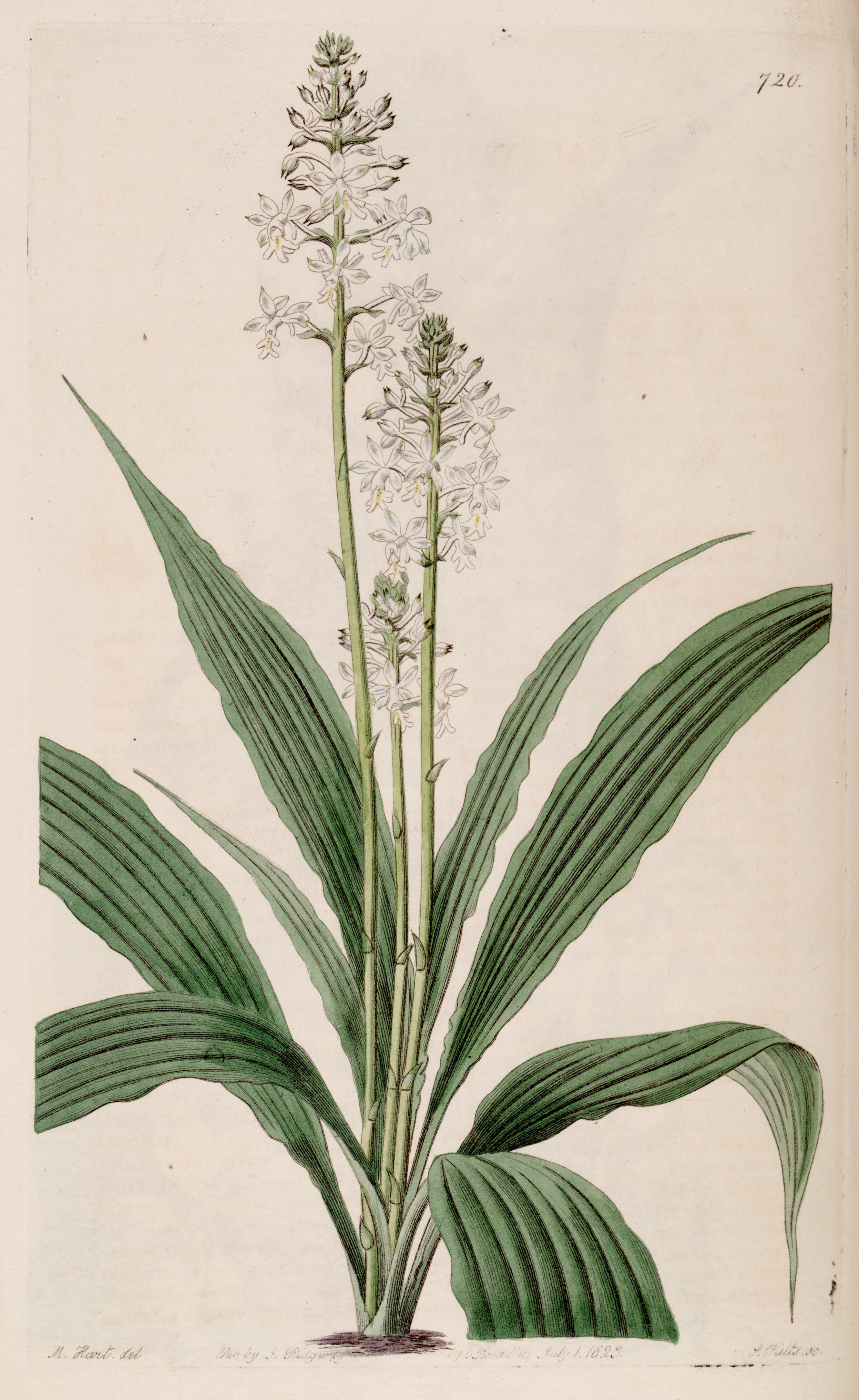
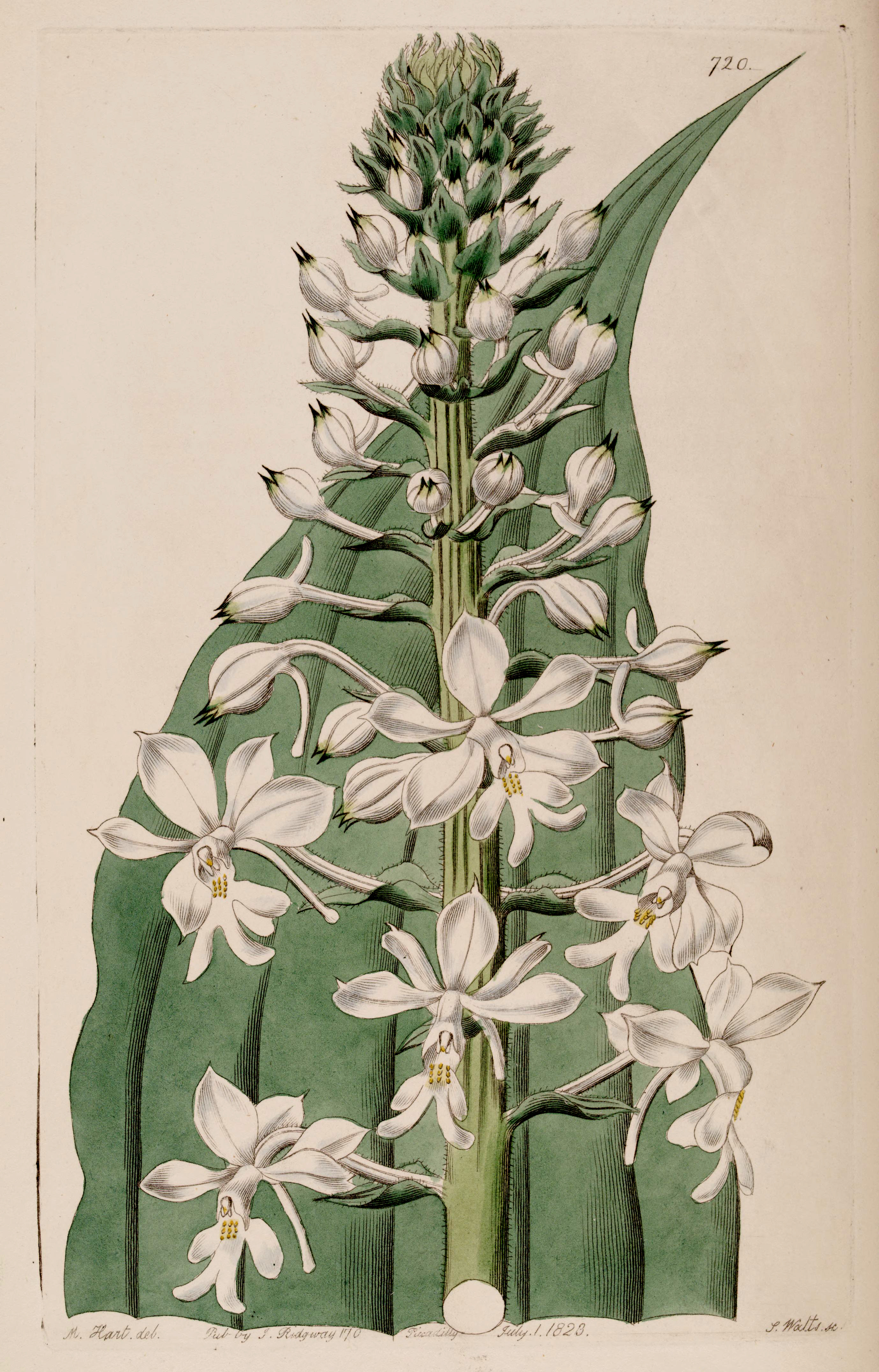
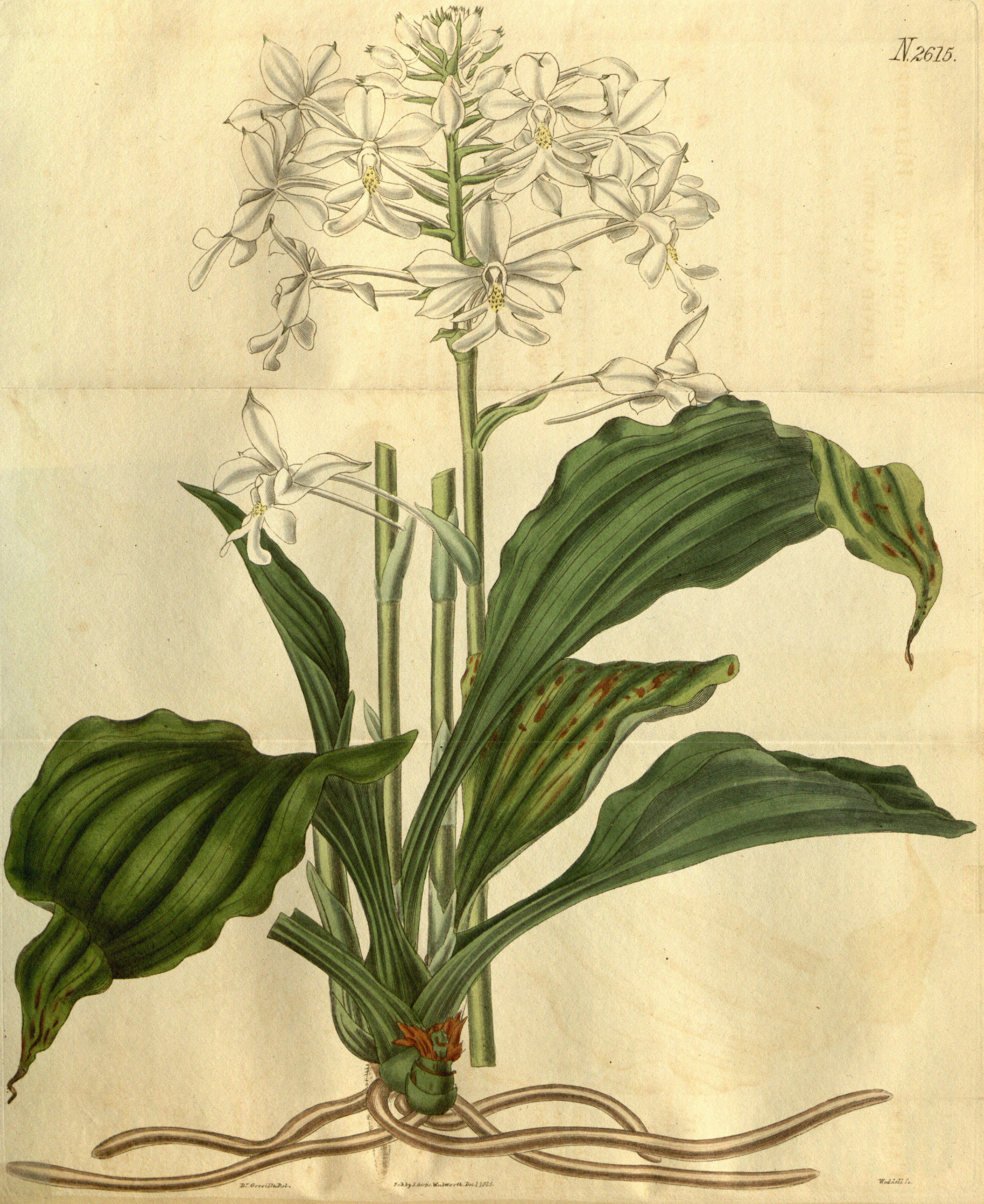
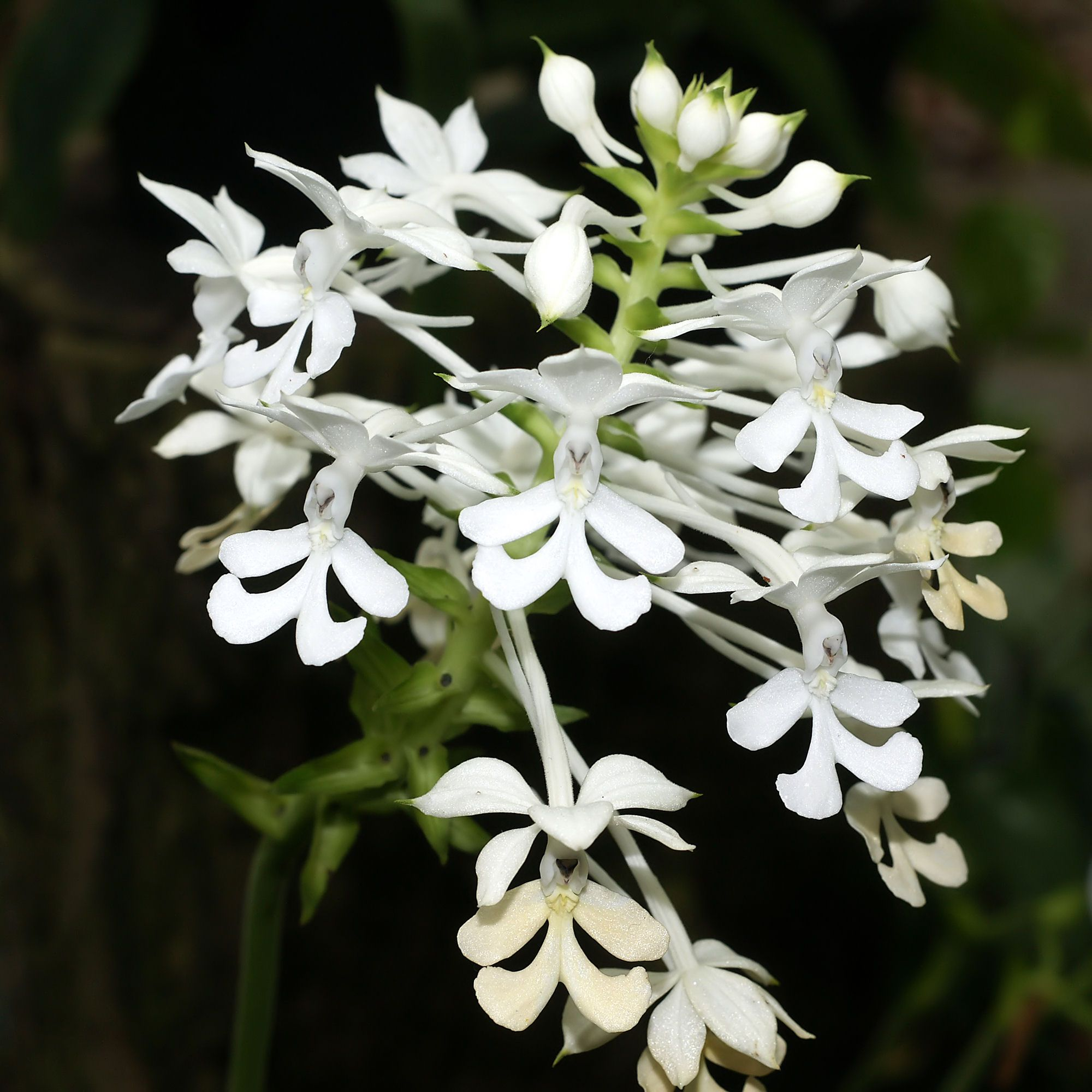